# 백합나무

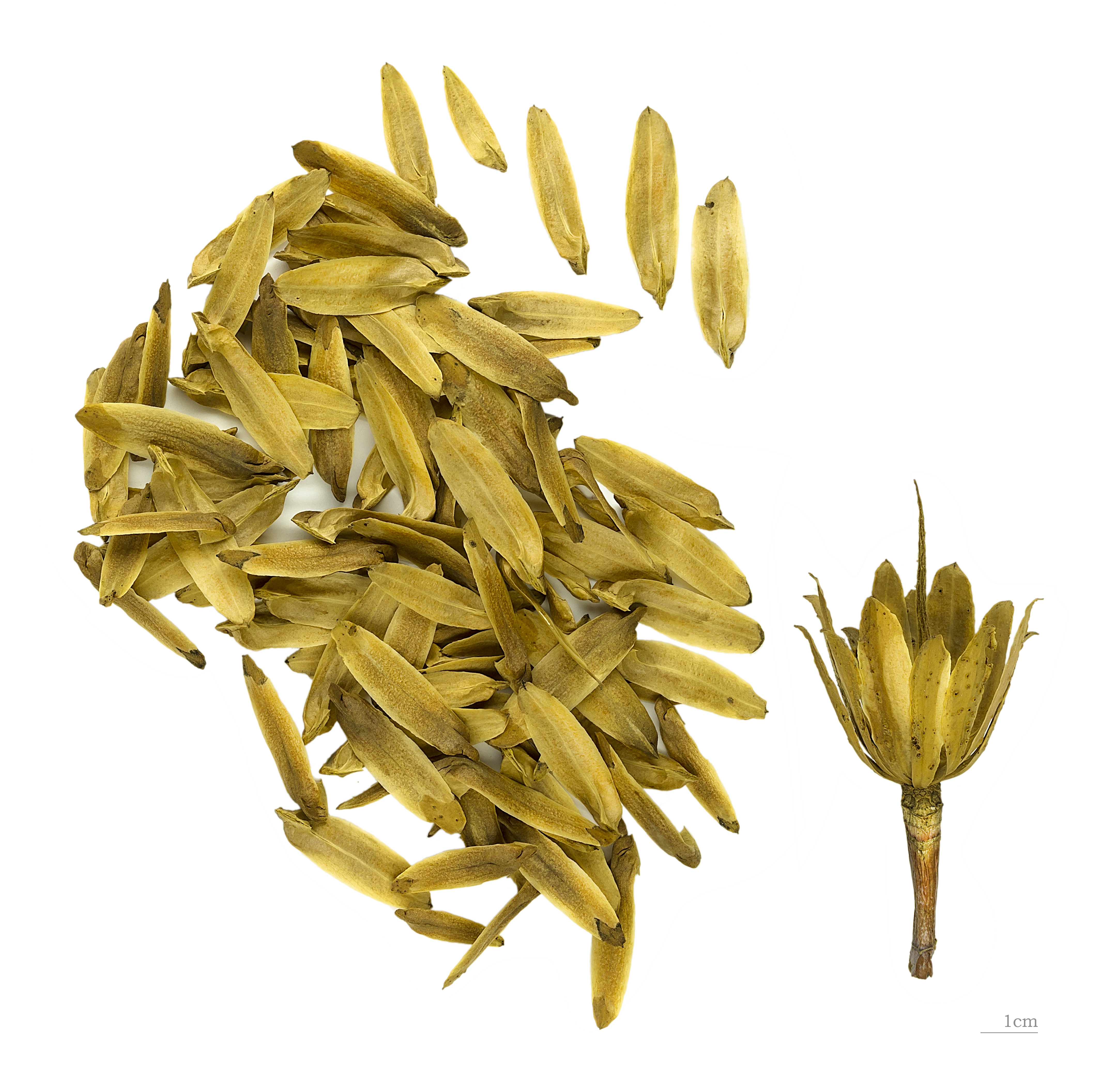
Liriodendron tulipifera

백합나무 또는 튤립나무(Liriodendron tulipifera, 영어: tulip tree, American tulip tree)는 북아메리카가 원산지인 키가 매우 큰 활엽교목으로, 잎에는 긴 잎자루가 있다. 잎의 가장자리는 2~4개의 뾰족한 조각을 이루고 있는 독특한 모양을 나타낸다. 초여름에 가지 끝에 녹황색의 튤립과 비슷한 1개의 큰 꽃이 피는데, 3개의 꽃받침조각은 수평으로 벌어지며, 6개의 꽃잎에는 그 아랫부분에 주황색 띠가 둘러져 있다. 열매는 폐과이며 길쭉한 날개가 있다. 북아메리카가 원산지로, 한국에서는 중부 이남 지역에서 주로 정원수로 이용된다.